# Handelsverkauf
Im Handelsverkauf wechselt die Leistung nach der Herstellung in der Regel mehrmals den Besitzer entlang der sogenannten Handelskette. Demgegenüber steht der Direktverkauf, bei dem die Leistung auf dem Vertriebsweg zwischen Hersteller oder Importeur nur einmal den Besitzer wechselt.

## Klassischer Handelsvertrieb
Vor allem im B-to-C Bereich mit der ihm innewohnenden Notwendigkeit einer flächendeckenden Verteilung großer Mengen (Physische Distribution/Logistik) und im internationalen Handel werden auf diese Weise das Vertriebsrisiko sowie die Kosten, aber auch der Gesamtgewinn und die Servicebereitschaft unterschiedlich entlang der Kette von Vertragshändlern gegenüber dem Endverbraucher aufgeteilt.
Beispiele hierfür sind die Handelsketten des Metro-Konzerns oder der Rewe Group, der Textilhandel oder einige Pkw-Hersteller (Daimler und BMW vertreiben ihre Produkte sowohl über Händler als auch über firmeneigene Niederlassungen).
Handelsunternehmen im B-to-B Markt sind nicht so stark vertreten, da die Produkte oft auf Kundenwunsch hin angepasst oder angefertigt werden. Dadurch ist der Zwischenhandel hier weniger sinnvoll. Ausnahmen gibt es dennoch: internationale Händler, die sich vorwiegend mit Im- und Export befassen, Anbieter für Halbzeug, Stahl, Bau-, Hilfs- oder Betriebsstoffe sowie für relativ einfache Werkzeugmaschinen, Lkw- oder Büromaschinenanbieter.

## Beispiele, die kein Handelsvertrieb sind
Die Anzahl der jeweils handelnden Erfüllungsgehilfen bzw. Vermittler im Direktverkauf (Verkäufer, Reisender oder Handelsvertreter, selbst mit großen eigenen Unternehmen) verwischt mitunter die Definition des Handelsvertriebs. Sie ändert jedoch letztlich nichts an der Aussagegenauigkeit der eigentlichen Definition. Dem Kunden gegenüber sieht es oft so aus, als ob ein "Händler" zwischen dem Anbieter und ihm stünde und Dienstleister wie z. B. Reiseanbieter, Versicherungen oder Ehemakler treten auch durchaus mit Vermittlern auf, die eigene Unternehmen betreiben (siehe Handelsvertreter).
Dennoch muss hier von Direktverkauf gesprochen werden, weil die Leistung nicht zwischenverkauft wird. Da die Versicherungsleistung, die Reiseleistung oder der Partnerkontakt aber ganz klar nicht zwischen Erarbeitung und Verwendung in das Eigentum des Vermittlers übergehen, kann hier nicht von Handelsverkauf gesprochen werden, selbst wenn der Vermittler ein eigenes Geschäft betreibt.
Sollte der Anbieter die persönliche Beratung beispielsweise durch ein Internetportal oder eine Telefonberatung ersetzen, wird hingegen gerne von „Direktvertrieb“ gesprochen. In diesem Fall darf durchaus von einer umgangssprachlichen Verwässerung der ursprünglichen Verhältnisse zugunsten einer werbewirksamen Imageaussage bei Einsparung der persönlichen Vermittlung ausgegangen werden. Da diese jedoch keine Leistungszusage berührt und auch sonst keine wettbewerbsrechtlichen Bestimmungen verletzt werden, wird dies im Allgemeinen hingenommen.